# Christie Pearce
Christie Patricia Pearce, von 2001 bis 2017 verheiratete Christie Rampone, (* 24. Juni 1975 in Fort Lauderdale, Florida) ist eine ehemalige US-amerikanische Fußballspielerin. Von 2008 bis 2015 war sie Spielführerin der Nationalmannschaft, mit der sie dreimal Olympiasiegerin (2004, 2008 und 2012) und zweimal Weltmeisterin (1999 und 2015) wurde.
Pearce begann als durchaus erfolgreiche Stürmerin, spielte dann im Mittelfeld und zuletzt in der Abwehr. Von 2013 bis 2017 spielte sie für den Sky Blue FC in der National Women’s Soccer League und von 1997 bis 2015 für die US-amerikanische Nationalmannschaft. Pearce, Kristine Lilly und Carli Lloyd sind die bisher einzigen Spielerinnen, die mehr als 300 Länderspiele bestritten haben.

## Werdegang

### Jugend und Verein
Pearce war eine erfolgreiche Basketball- und Hockeyspielerin in ihrer Highschool-Zeit, bevor sie sich an der Monmouth University auf den Fußball konzentrierte, wobei sie dort noch als Stürmerin spielte.
Zwischen 2001 und 2003 spielte sie für New York Power in der Profiliga WUSA, die 2003 eingestellt wurde. In der 2009 gestarteten Women’s Professional Soccer bestritt sie als Team Captain des Sky Blue FC 2009 und 2010 insgesamt 30 Spiele und gewann 2009 den Titel, wobei sie teilweise als Head Coach fungierte. Seit 2011 spielt sie für die aus den Washington Freedom hervorgegangenen magicJack.
Ab der Saison 2013 spielte sie in der neugegründeten National Women’s Soccer League, der höchsten amerikanischen Profiliga im Frauenfußball für den Sky Blue FC.

### Nationalmannschaft

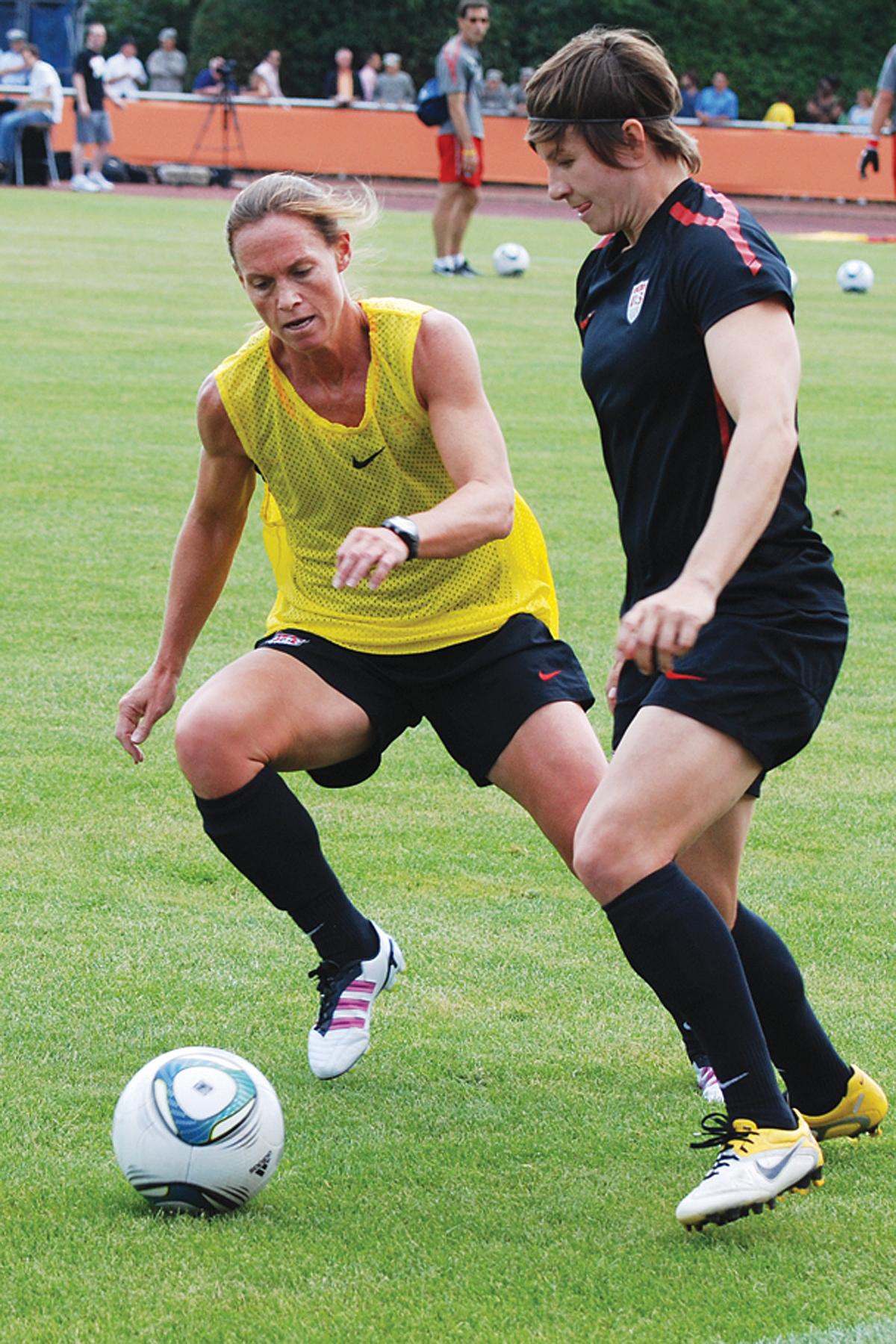
Pearce (gelbes Trikot) und Amy LePeilbet beim Training am 30. Juni 2011 in Heidelberg

Ihr erstes Länderspiel bestritt sie am 28. Februar 1997 mit 21 Jahren beim 4:0 gegen Australien, das erste Länderspieltor folgte neun Wochen später am 2. Mai 1997 zum 7:0-Endstand gegen Südkorea. Am 13. Juli 2003 machte sie beim 1:0 gegen Brasilien als 15. US-Spielerin ihr 100. Länderspiel und am 12. August 2008 bei den Olympischen Spielen beim 4:0 gegen Neuseeland als sechste US-Spielerin das 200. Länderspiel.
Im Februar 1999 spielte sie aus Anlass der Auslosung der Gruppen der WM 1999 mit der Nationalmannschaft gegen eine FIFA-Weltauswahl. Das Spiel wird aber nicht als offizielles Länderspiel gezählt.
Mit der US-Nationalmannschaft nahm sie an den Weltmeisterschaften 1999, 2003 und 2007 sowie den Olympischen Spielen 2000, 2004 und 2008 teil. Dabei wurde sie 1999 Weltmeisterin und gewann 2004 und 2008 die Goldmedaille sowie 2000 Silber. Am CONCACAF Women’s Gold Cup 2002 konnte sie aufgrund eines Kreuzbandrisses nicht teilnehmen, gehörte aber 2006 zur siegreichen Mannschaft. Nach der Geburt ihrer zweiten Tochter gehörte sie auch 2010 wieder zum US-Team, das beim CONCACAF Women’s Gold Cup 2010 überraschend nur Dritter wurde und damit die direkte Qualifikation für die WM 2011 verpasste, sowie den dadurch notwendigen Playoff-Spielen gegen Italien. Darüber hinaus konnte sie mit der Nationalmannschaft mehrmals das Vier-Nationen-Turnier in der Volksrepublik China sowie den Algarve-Cup in Portugal gewinnen. Pearce war mit 36 Jahren die älteste Spielerin im Kader der USA für die WM 2011. Sie kam in allen drei Vorrundenspielen sowie dem Viertelfinale zum Einsatz und erreichte mit ihrer Mannschaft das Halbfinale. Im Halbfinale machte sie ihr 240. Länderspiel und lag damit auf Platz 5 der Liste der Fußballspielerinnen mit mindestens 100 Länderspielen. Am 17. Juli stand sie mit 36 Jahren und 23 Tagen als zu dem Zeitpunkt älteste Spielerin in einem WM-Finale auf dem Platz. Obwohl das US-Team das Spiel weitgehend dominierte und sich mehr Torchancen erarbeitete, reichte es in der regulären Spielzeit nur zu einem 1:1. Auch in der Verlängerung gelang beiden Mannschaften je ein Tor, so dass letztlich das Elfmeterschießen entscheiden musste. Hier vergaben drei ihrer Mitspielerinnen, nur Abby Wambach war erfolgreich. Dagegen konnten drei japanische Spielerinnen verwandeln. So blieb ihr in ihrem 241. Länderspiel, womit sie mit Joy Fawcett gleichzog, nur die Vizemeisterschaft. Nur drei Spielerinnen – Kristine Lilly (354), Mia Hamm (276) und Julie Foudy (274), alle USA – hatten zu dem Zeitpunkt mehr Spiele als sie bestritten und mit allen hatte sie zusammen in der Nationalmannschaft gespielt. Sie war nach dem Rücktritt von Birgit Prinz die einzige aktive Spielerin mit mehr als 200 Länderspielen.
Am 11. Februar 2012 machte sie beim 2:1-Sieg gegen Neuseeland als vierte Spielerin ihr 250. Länderspiel.
Pearce war Spielführerin des US-Teams beim olympischen Fußballturnier 2012 und wurde in allen Spielen eingesetzt. Nach der Brasilianerin Formiga (29 Spiele) hat sie mit 22 Spielen ebenso wie die Brasilianerin Marta die meisten Spiele bei Olympischen Spielen bestritten. Im Finale gegen Japan am 9. August 2012 gewann sie als eine von drei Spielerinnen zum dritten Mal die Goldmedaille, wobei sie die bisher einzige Spielerin ist, die in vier Finalspielen stand.
Am 1. Dezember 2012 machte sie ihr 273. Länderspiel und wurde damit die Spielerin mit den viertmeisten Länderspielen. Am 12. und 15. Dezember 2012 folgten gegen China ihre 275. und 276. Länderspiele, womit sie auch mit Mia Hamm (276 Spiele) gleichzog und nur noch ihre ehemalige Mitspielerin Kristine Lilly (354 Spiele) mehr Spiele bestritten hatte.
Am 24. Oktober 2014 kam sie im Halbfinale des CONCACAF Women’s Gold Cup 2014 gegen Mexiko als zweite Spielerin zu ihrem 300. Länderspiel.
Für den Algarve-Cup 2015, den die USA zum zehnten Mal gewann, wurde sie am 8. März nach Auskurierung einer Verletzung nachnominiert, kam aber nicht zum Einsatz.
Für die WM 2015 wurde sie ebenfalls nominiert, sie wurde aber erst im dritten Gruppenspiel erstmals eingewechselt. Sie stellte damit 8 Tage vor ihrem 40. Geburtstag einen neuen Altersrekord auf. Sie kam danach nur noch zu einem Kurzeinsatz als sie im Finale, 11 Tage nach ihrem 40. Geburtstag, eingewechselt wurde und anschließend bei der Siegerehrung zusammen mit Abby Wambach den WM-Pokal hoch hielt.
Nach dem WM-Finale kam sie letztmals am 20. September 2015 beim 8:0 gegen Haiti zum Einsatz. Danach konnte sie aufgrund von Verletzungen nicht mehr berücksichtigt werden. Sie wurde dann zwar nochmals für zwei Spiele gegen Japan im Juni 2016 nominiert, kam dabei aber nicht zum Einsatz. Am 4. April 2017 wurde sie beim SheBelieves Cup 2017 vor dem Spiel der Gastgeberinnen gegen England offiziell aus der US-Nationalmannschaft verabschiedet.

## Privates
Pearce war vom 9. November 2001 bis 2017 mit Chris Rampone verheiratet und brachte am 29. September 2005 eine Tochter namens Rylie Cate sowie am 9. März 2010 eine weitere Tochter names Reece Elizabeth zur Welt.

## Erfolge
- Weltmeisterin 1999 und 2015
- Olympiasiegerin 2004, 2008 und 2012
- CONCACAF Women’s Gold Cup Sieger 2006
- Women’s Professional Soccer Meister 2009
- Vize-Weltmeister 2011
- Algarve-Cup Siegerin 2015 (ohne Einsatz)

## Auszeichnungen
- Northeast Conference Player of the Year 1995 und 1996
- WPS-Sportswoman of the Year 2009
- Nominiert für das WPS-Allstarteam 2009
- 2013: Wahl in das All-Time Women's National Team Best XI[15]